# 아시아 태평양 잼버리
아시아 태평양 잼버리(Asia-Pacific Scout Jamboree, 약칭 APSJ)는 환태평양 국가들의 스카우트 잼버리 대회로 아시아 태평양 청소년을 대상으로 수만 명의 스카우트가 모인다.

## 역대 대회
| 회차 | 나라           | 장소                                            | 날짜                              | 비고  |
| ---- | -------------- | ----------------------------------------------- | --------------------------------- | ----- |
| 1회  | 필리핀         | 필리핀 라구나주 로스바뇨스                      | 1973년 12월 28일 ~ 1974년 1월 4일 |       |
| 2회  | 이란           | 이란 니샤푸르                                   | 1977년                            |       |
| 3회  | 뉴질랜드       | 뉴질랜드 오아마루                               | 1978년 1월 4일 ~ 1978년 1월 11일  |       |
| 4회  | 오스트레일리아 | 오스트레일리아 퍼스                             | 1979년 12월 29일 ~ 1980년 1월 6일 |       |
| 5회  | 방글라데시     | 방글라데시 가지푸르                             | 1980년 12월 30일 ~ 1981년 1월 6일 |       |
| 6회  | 인도네시아     | 인도네시아 자카르타 찌부부르                    | 1981년 6월 18일 ~ 1981년 6월 25일 |       |
| 7회  | 말레이시아     | 말레이시아 코타바루                             | 1982년                            |       |
| 8회  | 대한민국       | 대한민국 전라북도 무주군 덕유산 국립공원 야영장 | 1982년 8월 4일 ~ 1982년 8월 10일  | [ 1 ] |
| 9회  | 태국           | 태국 촌부리                                     | 1985년 11월                       |       |
| 10회 | 인도           | 인도 하이데라바드                               | 1987년                            |       |
| 11회 | 뉴질랜드       | 뉴질랜드 해밀턴                                 | 1990년 1월 3일 ~ 1990년 1월 11일  |       |
| 12회 | 필리핀         | 필리핀 와구나주 로스바뇨스                      | 1991년                            |       |
| 13회 | 오스트레일리아 | 오스트레일리아 밸러랫                           | 1992년                            |       |
| 14회 | 방글라데시     | 방글라데시 가지푸르                             | 1994년 1월 5일 ~ 1994년 1월 12일  |       |
| 15회 | 오스트레일리아 | 오스트레일리아 퍼스                             | 1994년 12월 30일 ~ 1995년 1월 8일 |       |
| 16회 | 뉴질랜드       | 뉴질랜드 피오르드랜드                           | 1995년 12월 ~ 1996년 1월          |       |
| 17회 | 대한민국       | 대한민국 강원도 고성군 세계잼버리수련장         | 1996년 8월 7일 ~ 1996년 8월 13일  |       |
| 18회 | 말레이시아     | 말레이시아 테렝가누주 베수트                    | 1997년 8월 1일 ~ 1997년 8월 8일   |       |
| 19회 | 오스트레일리아 | 오스트레일리아 입스위치                         | 1998년 1월 2일 ~ 1998년 1월 11일  |       |
| 20회 | 중화민국       | 중화민국 핑둥현 네이푸향                        | 1998년                            |       |
| 21회 | 대한민국       | 대한민국 강원도 고성군 세계잼버리수련장         | 2000년 8월 7일 ~ 2000년 8월 14일  |       |
| 22회 | 오스트레일리아 | 오스트레일리아 시드니                           | 2001년 1월 3일 ~ 2001년 1월 12일  |       |
| 23회 | 일본           | 일본 오사카부                                   | 2002년 8월 3일 ~ 2002년 8월 7일   |       |
| 24회 | 대한민국       | 대한민국 강원도 고성군 세계잼버리수련장         | 2004년 8월 5일 ~ 2004년 8월 11일  |       |
| 25회 | 태국           | 태국 사타힙군                                   | 2005년 12월 28일 ~ 2006년 1월 3일 |       |
| 26회 | 필리핀         | 필리핀 라구나주 로스바뇨스                      | 2009년 12월 28일 ~ 2010년 1월 3일 |       |
| 27회 | 대한민국       | 대한민국 전라남도 순천시 순천청소년수련원       | 2010년 8월 4일 ~ 2010년 8월 9일   | [ 2 ] |
| 28회 | 중화민국       | 중화민국 가오슝시                               | 2011년 7월 11일 ~ 2001년 7월 17일 |       |
| 29회 | 스리랑카       | 스리랑카 마탈레구                               | 2012년 4월 1일 ~ 2012년 4월 6일   |       |
| 30회 | 일본           | 일본 야마구치현                                 | 2013년 7월 28일 ~ 2013년 8월 7일  |       |
| 31회 | 몽골           | 몽골 타반보그드산                               | 2017년 7월 27일 ~ 2017년 8월 2일  |       |
| 32회 | 방글라데시     | 방글라데시 가지푸르                             | 2023년 1월 19일 ~ 2023년 1월 27일 |       |
| 33회 | 대한민국       | 대한민국                                        | 2025년 8월                        |       |

## 같이 보기
- 스카우트 운동
- 잼버리
- 한국스카우트연맹